# Мокоча (муниципалитет)
Мокоча́ (исп. Mocochá) — муниципалитет в Мексике, штат Юкатан, с административным центром в одноимённом посёлке. Численность населения, по данным переписи 2010 года, составила 3071 человек.

## Общие сведения
Название Mocochá с майянского языка можно перевести как: теневая скважина воды, где Moc — узел, скважина, Och — тень, и A — вода.
Площадь муниципалитета равна 47 км², что составляет 0,12 % от общей площади штата, а наивысшая точка — 10 метров над уровнем моря, расположена на безымянной ферме.
Он граничит с другими муниципалитетами Юкатана: на севере c Ишилем, на востоке с Бакой, на юге с Яшкукулем, на юго-западе с Конкалем, и на западе с Чикшулуб-Пуэбло.

## Учреждение и состав
Муниципалитет был образован в 1918 году, в его состав входит 16 населённых пунктов, самые крупные из которых:
| Код INEGI                  | Населённый пункт                                                               | Численность населения (2005 год) | Численность населения (2010 год) |
| -------------------------- | ------------------------------------------------------------------------------ | -------------------------------- | -------------------------------- |
| 051                        | Всего                                                                          | 2915                             | 3071                             |
| 0001                       | Мокоча (исп. Mocochá) 21°06′20″ с. ш. 89°27′05″ з. д. (административный центр) | 1955                             | 2042                             |
| 0006                       | Текат (исп. Tekat) 21°05′45″ с. ш. 89°28′20″ з. д.                             | 532                              | 579                              |
| 0007                       | Тоо (исп. Toó) 21°08′37″ с. ш. 89°27′07″ з. д.                                 | 399                              | 389                              |
| —                          | Прочие                                                                         | 29                               | 61                               |
| Названия на карте Генштаба |                                                                                |                                  |                                  |

## Экономика
По статистическим данным 2000 года, работоспособное население занято по секторам экономики в следующих пропорциях:
- торговля, сферы услуг и туризма — 42,7 %;
- производство и строительство — 35 %;
- сельское хозяйство и скотоводство — 21,3 %;
- безработные — 1 %.

## Инфраструктура
По статистическим данным 2010 года, инфраструктура развита следующим образом:
- протяжённость дорог: 57,4 км;
- электрификация: 97,4 %;
- водоснабжение: 97,4 %;
- водоотведение: 77,2 %.

## Достопримечательности
В муниципалитете можно посетить бывший монастырь и церковь Непорочного зачатия, построенную в XVII веке, а также бывшую асьенду Текат, построенную в XIX веке.

## Фотографии
- Бывшая асьенда Текат
- Церковь в Мокоче